# Byxelkroken

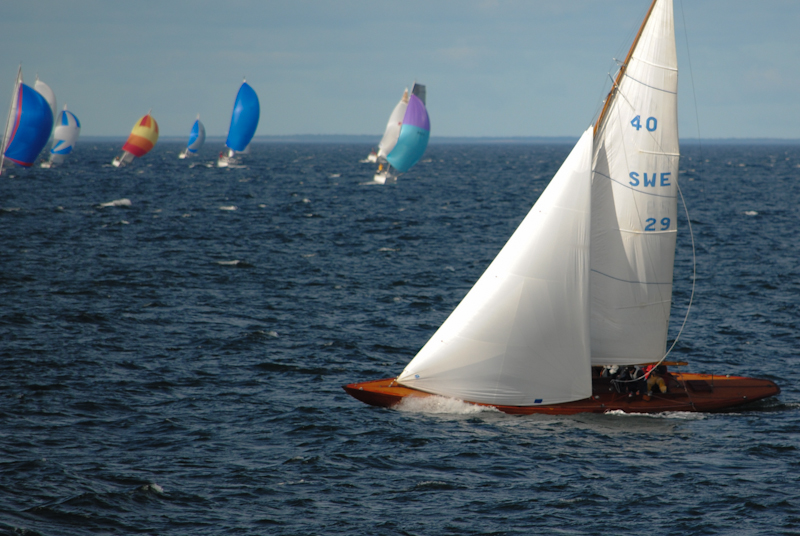
Här ser man att det inte bara är moderna båtar som seglar snabbt under 2012 års tävling.

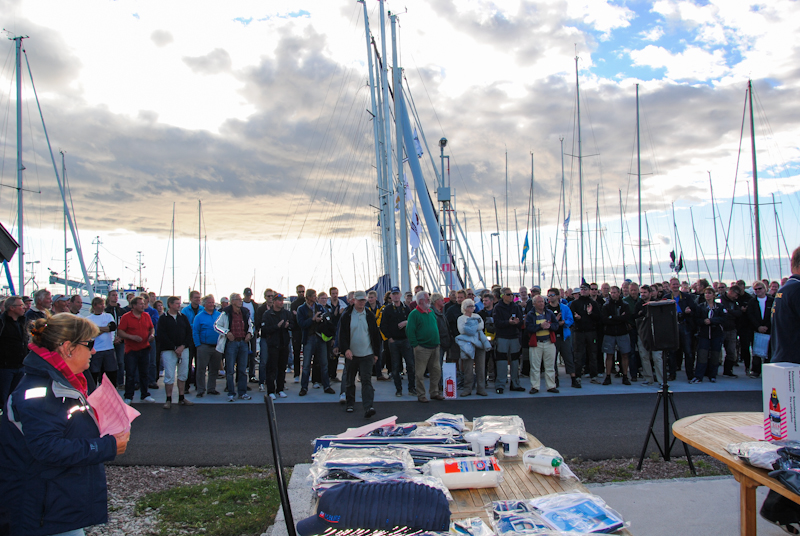
Många skeppare och gastar som följer prisutdelningen under 2012 års tävling.

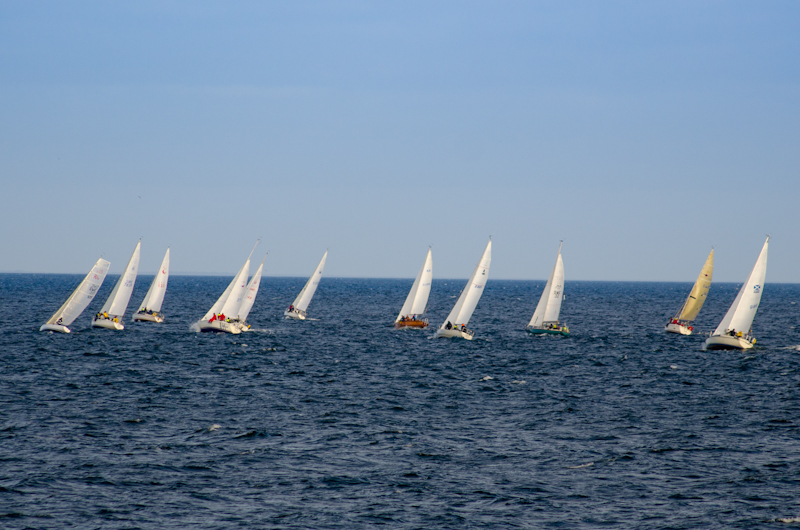
En av startgrupperna på väg från Byxelkrok till Västervik under andra dagens seglingar under 2012 års tävling.

Byxelkroken är en segeltävling som genomförs i slutet av september och går mellan Västervik och Byxelkrok på Öland.
Idén till Byxelkroken uppstod i slutet av 1960-talet, då en seglare börjat med att avsluta seglingssäsongen med att segla till Byxelkrok. Första året deltog tre båtar. Som pris fick vinnaren bjuda de övriga på kaffe och därmed var tävlingen ett faktum. Året därpå deltog sex båtar.
Antalet deltagare ökade för varje år och 1980 startade 18 besättningar tävlingen som nu seglades efter OSCR-regeln. 
En dramatisk ökning skedde nu av antalet båtar och 1984 startade hela 186 st men endast 37 gick i mål eftersom det plötsligt blev helt vindstilla vid östra Eknö. Antalet deltagare har efter hand minskat något och år 2012 var det strax över 110 båtar anmälda men bara 96 st startade. Orsaken var stormvindar under tillfartsseglingen och flera seglare vände vid Slätbaken.
Sedan 2002 har Westerviks Segelsällskap tagit över arrangemanget och numera är det både proffs och amatörer från Uppsala till Kalmar som deltar.

### Fotnoter
1. ↑  ”WSS historia”. Westerviks Segelsällskap. Arkiverad från originalet den 7 september 2013. https://web.archive.org/web/20130907153022/http://www.wss.nu/om-wss/historia/. Läst 23 maj 2013.